# Paulinho Paiakan
Paulinho Paiakan (geb. 1955; gest. 16. Juni 2020, Redenção, Pará) war ein Anführer des Kayapo-Volkes, eines indigenen Volkes in Brasilien. Er führte die Kayapo bei ihren Protesten gegen die Zerstörung des Amazonas-Regenwalds an.

## Aktivismus
Paiakan wurde 1971 von der brasilianischen Regierung angeheuert, um den Bau des Transamazonischen Autobahnsystems durch das Land der Kayapo zu unterstützen. Als Paiakan die Natur des Projekts aus erster Hand sah, kündigte er seinen Job und begann, sein Volk gegen das Projekt zu mobilisieren. Er gründete mit einer Splittergruppe seines Heimatdorfes ein neues Dorf namens Aukre, wo er die Zerstörung des Regenwaldes und die Kayapo-Traditionen filmte.
Paiakan erlangte weltweite Bekanntheit durch seine Tournee durch Europa und Nordamerika mit öffentlichen Auftritten und Vorträgen, gesponsert von Friends of the Earth, dem World Wildlife Fund und der Kayapo Support Group of Chicago im Rahmen einer Kampagne gegen das Belo-Monte-Staudammprojekt in Altamira. In einer Rede an der University of Chicago sagte er:

„Der Wald ist ein großes Ganzes; er beherbergt Menschen, Tiere und Pflanzen. Es hat keinen Sinn, die Tiere zu retten, wenn der Wald niederbrennt; es hat keinen Sinn, den Wald zu retten, wenn die Menschen und Tiere, die ihn bewohnen, getötet oder vertrieben werden. Die Gruppen, die versuchen, die Tierarten zu retten, können nicht gewinnen, wenn die Menschen, die den Wald retten wollen, verlieren; die Menschen, die versuchen, die Indianer zu retten, können nicht gewinnen, wenn einer der anderen verliert; die Indianer können ohne die Unterstützung dieser Gruppen nicht gewinnen; aber auch die Gruppen können nicht ohne die Unterstützung der Indianer gewinnen, die den Wald und die Tiere kennen und wissen, was mit ihnen geschieht. Niemand von uns ist stark genug, um allein zu gewinnen; gemeinsam können wir stark genug sein, um zu gewinnen.“

Nach dieser Kampagne und den darauf folgenden Protesten in Altamira (Encontro) kündigte die Weltbank an, dass sie Brasilien keinen Kredit für das Projekt gewähren werde.

## Vergewaltigungsanklage und Prozess
1992 wurde Paiakan beschuldigt, eine junge weiße Frau vergewaltigt zu haben, die er als Nachhilfelehrerin für seine Kinder engagiert hatte. Ihm wurde unter anderem vorgeworfen, die Brustwarzen abgebissen und beide Hände in die Vagina der Frau eingeführt zu haben. 1994 wurde Paiakan freigesprochen, doch in einem Wiederaufnahmeverfahren 1999 wurde er zu sechs Jahren Gefängnis verurteilt. Die gesamte Affäre stigmatisierte nicht nur Paiakan, sondern die gesamte indigene Völkerbewegung, deren Schlüsselfigur er gewesen war.

## Persönliches
Paiakan war der Bruder de Aktivistin Tuíre Kayapó und der Vater von Maial Panhpunu Paiakan.

## Tod
Paiakan starb am 16. Juni 2020 im Hospital Público Regional do Araguaia in Redenção an COVID-19 während der COVID-19-Pandemie in Brasilien. Er wurde etwa 65 Jahre alt. Er arbeitete eng mit einem anderen brasilianischen COVID-19-Opfer, Missias Kokama, zusammen.